# Malena
Malena (wł. Malèna) – włosko-amerykański dramat obyczajowy z 2000 roku w reżyserii Giuseppe Tornatore. Ekranizacja opowiadania Luciano Vincenzoniego.

## Fabuła
Film, którego akcja toczy się w sycylijskim miasteczku czasu II wojny światowej, opowiada historię trzynastoletniego chłopca imieniem Renato zakochanego w miejscowej piękności – tytułowej Malenie Scordii. Młody człowiek widzi, jak wydarzenia w życiu głównej bohaterki przybierają zły obrót, jak Malena staje się wdową, a następnie obiektem długo powstrzymywanej żądzy, zazdrości i gniewu. Malena staje się także zarzewiem erotycznej i uczuciowej burzy oraz podejrzenia o bycie kobietą lekkich obyczajów – wszystko przez klątwę urody, będącą przyczyną wszystkich nieszczęść w jej życiu. Malena po kolei zostaje upokorzona i wydziedziczona przez ojca, trafia przed sąd, traci źródło dochodów i zostaje bez grosza. Film widziany jest z perspektywy sycylijskiego chłopca Renato, zakochanego w pięknej kobiecie, który jako jedyny rozumie losy Maleny i stawia czoła prowincjonalnej mentalności. Kiedy wszystko wydaje się stracone, Renato znajduje odwagę, by przejść do czynów i podjąć ryzyko pomocy Malenie w najbardziej nieoczekiwany sposób.
Tłem historii osobistej jest włoski faszyzm, który jest przez mieszkańców powszechnie akceptowany, a wypowiedzenie wojny przez Benito Mussoliniego witane wielką fetą. Hipokryzję małomiasteczkową podkreśla równie entuzjastyczne powitanie wojsk amerykańskich w końcowym akcie wojny.
Film Giuseppe Tornatorego jest niezwykle symboliczny – przedstawia losy typowej pięknej kobiety, która wiecznie skazana jest na cierpienie i samotność, wywołane zawiścią i pożądaniem ludzi przeciętnych, pełnych kompleksów, uważających się za gorszych od niej.

## Produkcja
Zdjęcia kręcono na Sycylii (Syrakuzy, Noto, klif Scala dei Turchi w prowincji Agrigento, opuszczone miasto Poggioreale w prowincji Trapani) oraz w Maroku (Al-Dżadida).